# Escola Baldiri Reixac
Escola Baldiri i Reixac és una escola pública de Barcelona que situada a Can Muntaner de Dalt, una antiga masia residència d'Eusebi Güell dins el Parc Güell, reformada per Antoni Gaudí. Va ser inaugurada durant l'Exposició Internacional de 1929 per l'infant Jaume de Borbó i el general Miguel Primo de Rivera, encara que no hi ha constància de cap document oficial que en confirmi la posada en funcionament.

## Història
El 29 de març del 1931, el patronat escolar de l'Ajuntament de Barcelona inaugurà 11 escoles públiques en un acte conjunt que tingué lloc al grup escolar Milà i Fontanals. Entre aquestes anomenades «escoles belles», hi havia la Baldiri Reixac, que rebé el nom en honor del pedagog empordanès Baldiri Reixac i Carbó, nascut el 1703 i un dels primers difusors a Catalunya de nous sistemes educatius. L'objectiu d'aquestes escoles, impulsades per Manuel Ainaud, assessor tècnic de la Comissió de Cultura municipal, va ser aplegar una selecció de mestres excel·lents i enriquir l'ensenyament amb activitats educatives innovadores, a més de reunir a l'aula alumnat de totes les classes socials.
En arribar la dictadura franquista, l'escola va canviar el nom pel de General Primo de Rivera i va substituir la pedagogia activa pel sistema propi de la ideologia nacionalsindicalista. No va recuperar el nom d'origen ser fins al 1983.
El 1985, l'Ajuntament de Barcelona dedicí traslladar l'escola a un nou edifici emplaçat fora del parc, però l'oposició de la comunitat escolar i diversos anys de negociacions van evitar que el projecte continués endavant. Entre 1992 i 1994, l'antiga torre va ser rehabilitada pels arquitectes José Antonio Martínez Lapeña i Elies Torres i es va inaugurar el 1995, després de tot un curs en obres en què l'activitat escolar es va fer a la Institució Pinadell de Gràcia.
El 2006 va rebre la Medalla d'Honor de Barcelona.